# Philippe de Scitivaux
Pour les articles homonymes, voir Scitivaux.
Philippe de Scitivaux de Greische (Rosnay, 8 août 1911 - Toulon, 10 août 1986) est un militaire français, Compagnon de la Libération. Engagé dans la marine dès les années trente, il se spécialise dans l'aéronavale et combat comme pilote pendant la bataille de France avant de s'échapper de France pour rejoindre les forces navales françaises libres. S'illustrant pendant la bataille d'Angleterre et les bombardements qui la suivent, il est cependant abattu et fait prisonnier. Après-guerre, il poursuit sa carrière militaire jusqu'au rang de vice-amiral d'escadre et occupe des fonctions de commandement dans diverses institutions de la marine nationale française.

## Biographie

### Avant-guerre
Fils d'un officier de cavalerie tué pendant la Première Guerre mondiale, Philippe de Scitivaux naît à Rosnay dans l'Indre le 8 août 1911, un an après son frère Xavier de Scitivaux. Il effectue des études au collège jésuite de Poitiers et au collège Stanislas de Paris puis entre à l'École navale en 1931. Affecté successivement sur le croiseur Tourville, le cuirassé Bretagne et le sous-marin Junon, il se spécialise ensuite dans l'aéronavale et obtient un brevet de pilote en 1937.

### Bataille de France
Avec le grade d'enseigne de 1re classe, il débute la guerre en combattant dans les airs pendant la bataille de France. Il remporte une victoire aérienne mais est blessé le 10 mai. Soigné à l'hôpital de Boulogne-sur-Mer et refusant de tomber entre les mains des allemands qui s'apprêtent à s'emparer de la ville, il embarque le 21 mai sur un remorqueur belge qui le débarque à Hastings. De retour en France peu de temps après, il reprend le combat mais se trouve à nouveau confronté à l'avancée de la wehrmacht. Parvenant jusqu'à Bayonne, il embarque sur un chalutier se dirigeant vers Casablanca mais le détourne vers Gibraltar.

### FNFL et captivité
Philippe de Scitivaux arrive à Londres en juillet 1940 et s'engage aussitôt dans les forces navales françaises libres. Encore sous le coup de ses blessures, il est dans un premier temps affecté comme aide de camp de l'amiral Muselier. Le 1er octobre, après avoir été promu lieutenant de vaisseau, il est détaché à la Royal Air Force et, affecté au no 245 Squadron, il prend part à la bataille d'Angleterre. De novembre 1940 à novembre 1941, affecté successivement aux Squadrons no 253, no 249, no 242 et no 615, il effectue de nombreuses missions dans le ciel de la France et de la Belgique. Escortant des groupes de bombardiers ou attaquant des convois maritimes ennemis, il parvient à abattre deux avions et à couler deux navires. Le 31 janvier 1942, il prend le commandement du Groupe de chasse Île-de-France avec lequel il poursuit les combats. Le 10 avril 1942, au-dessus de Condette, son avion est touché par un tir ennemi l'obligeant à sauter en parachute. Blessé et fait prisonnier, il passe quatre mois dans un hôpital avant d'être transféré dans un Oflag. Tentant de s'évader, il est transféré en Silésie. Après trois nouvelles tentatives d'évasion, il parvient finalement à s'échapper en février 1945 et, parvenant à traverser toute l'Allemagne, il réussit à atteindre Paris au mois de mars. Reprenant immédiatement les missions aériennes, il termine la guerre comme capitaine de corvette et titulaire de trois victoires aériennes officielles.

### Après-guerre
De 1945 à 1946, Philippe de Scitivaux prend le commandement de la partie des troupes françaises de l'aéronavale partie se former aux États-Unis. De retour en France, il prend le commandement de l'aviso La Pérouse en 1949. Il est promu capitaine de vaisseau trois ans plus tard. En 1953, il commande la base aéronavale de Port-Lyautey avant de devenir professeur au Centre des hautes études militaires jusqu'en 1957. Promu contre-amiral, il commande l'arrondissement maritime de Rochefort puis est désigné commandant en chef pour le Pacifique de 1962 à 1964. Ensuite il préside pendant trois ans, la commission permanente des essais des bâtiments de la flotte. Promu vice-amiral en 1966, il est de 1967 à 1971 Préfet maritime de Toulon et Commandant en chef pour la Méditerranée. Elevé au rang de vice-amiral d'escadre en 1968 et membre du Conseil supérieur de la Marine en 1969, Philippe de Scitivaux est versé en 2e section le 1er septembre 1971. D'abord retiré en Polynésie française, il revient ensuite à Toulon où il meurt le 10 août 1986. Il est inhumé à Anneyron dans la Drôme.

## Décorations
|  |  |  |  |  |  |
|  |  |  |  |  |  |
|  |  |  |  |  |  |
|  |  |  |  |  |  |

| Grand Officier de la Légion d'honneur                      | Grand Officier de la Légion d'honneur                      | Compagnon de la Libération         | Compagnon de la Libération         | Grand-Croix de l'Ordre national du Mérite | Grand-Croix de l'Ordre national du Mérite |
| Croix de Guerre 1939-1945                                  | Croix de Guerre 1939-1945                                  | Médaille de l'Aéronautique         | Médaille de l'Aéronautique         | Distinguished Flying Cross (Royaume-Uni)  | Distinguished Flying Cross (Royaume-Uni)  |
| 1939-45 Star Avec agrafe "Battle of Britain" (Royaume-Uni) | 1939-45 Star Avec agrafe "Battle of Britain" (Royaume-Uni) | Air Crew Europe Star (Royaume-Uni) | Air Crew Europe Star (Royaume-Uni) | War Medal 1939-1945 (Royaume-Uni)         | War Medal 1939-1945 (Royaume-Uni)         |
| Commandeur de l'Ordre de Dranneborg (Danemark)             |                                                            |                                    |                                    |                                           |                                           |